# Liên hoan phim quốc tế Locarno
Liên hoan phim quốc tế Locarno là một sự kiện liên hoan phim lớn, được tổ chức hằng năm tại thị trấn Locarno, Switzerland. Được thành lập vào năm 1946, liên hoan chiếu các bộ phim ở nhiều hạng mục cạnh tranh và không cạnh tranh khác nhau, bao gồm các chương trình kể chuyện dài tập, phim tài liệu, ngắn, tiên phong và hồi tưởng. Phần Piazza Grande được tổ chức tại một địa điểm ngoài trời có sức chứa 8.000 khán giả.
Giải thưởng cao nhất của liên hoan là giải Golden Leopard, được trao cho phim hay nhất tại Cuộc thi quốc tế. Các giải thưởng khác bao gồm Leopard of Honour cho những thành tựu mới, and the Prix du Public, giải thưởng do công chúng lựa chọn.